# الهولوكوست في سلوفاكيا
كان الهولوكوست في سلوفاكيا عمليات ممنهجة من السلب والتهجير والقتل لليهود في دولة سلوفاكيا خلال الحرب العالمية الثانية. جرى لوم اليهود على خسارة أراضٍ تابعة لسلوفاكيا لمصلحة المجر واستُهدفوا بأعمال عنصرية وتضييق اشتملا على مصادرة الملكيات والأعمال التجارية. أفضى استبعاد اليهود من الاقتصاد إلى إفقار المجتمع وتسبّب بمشكلات اجتماعية، الأمر الذي شجع الحكومة على تجنيدهم في العمل الإلزامي.
عقدت حكومة سلوفاكيا في عام 1941 مفاوضات مع ألمانيا النازية من أجل الترحيل الجماعي لليهود إلى بولندا المحتلة من قبل ألمانيا. في الفترة بين مارس وأكتوبر من عام 1942، رُحّل 57 ألف يهودي إلى معسكر أوشفيتز للاعتقال ومقاطعة لوبلين التابعين للحكومة العامة؛ نجا بضع مئات فقط. تواصل اضطهاد اليهود بعد أغسطس 1944 حين غزت ألمانيا سلوفاكيا وأثارت الانتفاضة الوطنية السلوفاكية. رُحّل 13,500 يهودي وقُتل مئات آخرون في سلوفاكيا من قبل «آينزاتسغروبي ها» وفِرق حرس الطوارئ الهلينكا.
قُتل من اليهود السلوفاك إجمالي يتراوح بين 68 ألف و 71 ألف، ما يشكل أكثر من 80 بالمئة من سكان ما قبل الحرب. واجه الناجون تجددًا لمعاداة السامية وصعوبات في استرداد الملكيات المسروقة؛ فهاجر معظمهم. حظر نظام الحزب الواحد الشيوعي بعد الحرب مناقشة الهولوكوست، رُفِع الحظر بعد الثورة المخملية عام 1989. تبقى مشاركة دولة سلوفاكيا في الهولوكوست قضية تثير الخلاف في البلاد.

## الخلفية
قبل عام 1939، لم تكن سلوفاكيا دولًة مستقلة قط. كانت جزءًا من المملكة المجرية لما يزيد عن ألف عام؛ وأصبحت جزءًا من تشيكوسلوفاكيا بعد الحرب العالمية الأولى. كانت معاداة السامية واسعة الانتشار في سلوفاكيا، بفضل عناصر عرقية واقتصادية ودينية. تحدّث اليهود السلوفاكيون الذين وصلوا سن البلوغ في ظل الحكم النمساوي المجري اللغة الألمانية أوالمجرية أو اليديشية كلغتهم الأم؛ إذ لم يكن معظمهم طليقًا في اللغة السلوفاكية. أفضى هذا الميل إلى الاعتقاد بأن اليهود كانوا غير مخلصين لسلوفاكيا وأنهم دعموا الأمة التشيكوسلوفاكية أو التوسعية المجرية. في سلوفاكيا ما بين الحربين، أدى التخلف الاقتصادي والتصورات العنصرية في تشيكوسلوفاكيا بالكثير من السلوفاكيين (حوالي الثلث) إلى دعم حزب الشعب السلوفاكي القومي المحافظ (باللغة السلوفاكية: هلينكوفا سلوفينسكا لودوفا سترانا: إتش إس إل إس، ولقبه لوداكس) الذي اقترح الحكم الذاتي السلوفاكي كحلٍ لمشكلات سلوفاكيا. بدأ الحزب تأكيده على معاداة السامية خلال أواخر الثلاثينيات من القرن العشرين بسبب موجة من اللاجئين اليهود من النمسا بعد ضمّها من قبل ألمانيا النازية عام 1938، وإقرار قوانين معادية لليهود في الدول المجاورة كالمجر وبولندا ورومانيا، غير أنها بقيت تحت السيطرة عبر قوانين تناهض الكراهية العرقية.
تنازلت اتفاقية ميونيخ في سبتمبر 1938 عن السوديت، الإقليم من الأراضي التشيكية الذي يتحدث الألمانية، لمصلحة ألمانيا النازية. استغل حزب الشعب الفوضى السياسية التي تلت ذلك وأعلن حكمًا ذاتيًا لسلوفاكيا في 6 أكتوبر 1938. أصبح جوزيف تيسو، قائد الحزب والكاهن الكاثوليكي، رئيس وزراء الإقليم السلوفاكي المحكوم ذاتيًا. في ظل قيادة تيسو، افتتحت الحكومة السلوفاكية مع المجر في كومارنو مفاوضات تتعلق بحدود البلدين. رُفع الخلاف إلى محكمة في فيينا تديرها ألمانيا النازية وإيطاليا الفاشية. مُنحت المجر قسمًا كبيرًا من جنوب سلوفاكيا في 2 نوفمبر 1938، من ضمنه 40% من أراضي سلوفاكيا الصالحة للزراعة و270 ألف شخص ممن صرّحوا بالإثنية التشيكوسلوفاكية. وباعتبار حزب الشعب ألمانيا وإيطاليا حليفيه المقربين، استهدفت البروباغاندا الخاصة به اليهود السلوفاك. عزّز حزب الشعب قوته بحظره للأحزاب السياسية المعارضة وإغلاق صحف المعارضة، وتعزيز نشر البروباغاندا المعادية للسامية والمعادية للتشيك، وتأسيس حرس الهلنيكا شبه العسكري. كانت الأحزاب الإثنية ما تزال مسموحة، وشكل الحزب النازي ميليشيا فرايفيليغي شوتسشتافل. كانت الدولة السلوفاكية متساهلًة مع خصومها السياسيين، ولم تُطبق حكم الإعدام قط. أفضت انتخابات غير حرة في ديسمبر 1938 إلى فوز حزب الشعب بنسبة بلغت 95%.
في 14 مارس 1939، أعلنت الدولة السلوفاكية استقلالها تحت الحماية الألمانية. غزت ألمانيا في اليوم التالي باقي دولة التشيك وضمتها، واستولت المجر على روثينيا الكارباتية مع موافقة ألمانيا. تخلّت سلوفاكيا بموجب معاهدة وُقّعت في 23 مارس عن جزء كبير من سياستها الخارجية والحكم الذاتي العسكري إلى ألمانيا مقابل ضمانات حدودية ومساعدات مالية. لم تكن مستقلًة بالكامل ولا دولًة دمية بيد ألمانيا، بل اتخذت حالة وسطية. في أكتوبر 1939، أصبح تيسو (قائد الفرع المحافظ لحزب الشعب) رئيسًا للبلاد، وعُيّن فوجتيك توكا، قائد الجناح الراديكالي للحزب، رئيسًا للوزراء. تنازع كلا الحزبين لنيل استحسان ألمانيا والنفوذ السياسي. وجد إحصاء للسكان عام 1940 أن 89 ألف يهودي كانوا يعيشون في الدولة السلوفاكية، بنسبة 3.4 % من السكان. عاش العدد الأضخم من اليهود في إقليم ساريس زيمبلين الشرقي، وعاش 15 ألف في براتيسلافا. هاجر ما بين 5000 و 6000 يهودي قبل عام 1940، وعاش 45 ألف في المناطق التي جرى التخلي عنها لمصلحة المجر.

## إجراءات معادية لليهود

### نظرة عامة
وفقًا لموسوعة المخيمات والغيتوات، كان اضطهاد اليهود «محوريًا في السياسة المحلية لدولة سلوفاكيا». فور وصولها إلى السلطة عام 1938، بدأت الحكومة التي يقودها تيسو بطرد موظفي الخدمة المدنية اليهود، وأنشأت مكتب للبروباجاندا في 18 أكتوبر. قامت وسائل الإعلام التي ترعاها الدولة بشيطنة اليهود بوصفهم بأنهم «أعداء للدولة»، مستخدمًة صورًا نمطية معادية للسامية للومهم على الهيمنة المجرية على سلوفاكيا. ولوحق كتّاب بعض المقالات والرسوم الكاريكاتورية شديدة السوء قضائيًا بعد الحرب. أُنشئت لجنة حل المسألة اليهودية من قبل حكومة الحكم الذاتي السلوفاكية في يناير 1939 لمناقشة تشريع معادٍ لليهود. سُرقت المنشآت التجارية اليهودية، وهوجم اليهود في الشوارع، وقُتل بعضهم. أثّرت الإجراءات التمييزية على كل جوانب الحياة من أجل عزل اليهود وسلبهم قبل ترحيلهم.

### ترحيلات 1938
في الأيام التي تلت إعلان قرار فيينا الأول، اندلعت أعمال شغب معادية للسامية في براتيسلافا، بررت الصحف أعمال الشغب نظرًا لدعم اليهود المزعوم للمجر خلال مفاوضات التقسيم. أعدّ موظف شوتسشتافل أدولف آيشمان، الذي أرسل إلى براتيسلافا، مع تيسو وسياسيين آخرين في حزب الشعب خطًة مشتركة لترحيل اليهود الأجانب والفقراء إلى المنطقة المتنازل عنها. في الوقت نفسه، اعتُقل اليهود الذين يملكون ما يفوق 500 ألف كرونة تشيكوسلوفاكية (ك ت س) لمنع هروب رؤوس الأموال. رُحِّل 7,500 يهودي بين 4 و7 نوفمبر، من ضمنهم أطفال صغار وكهول ونساء حوامل. لم تمنع الاعتقالات تصاعد هروب رؤوس الأموال، ورفضت المجر قبول اليهود المرحّلين، فألغى تيسو العملية وسمح لمعظم اليهود بالعودة إلى الوطن بعد أيام قليلة. كان البقية (يزيدون عن 600) حبيسي خيم مخيمات مؤقتة في فيلكي كير وميلوسلافوف على الحدود السلوفاكية المجرية الجديدة خلال الشتاء. أدانت المملكة المتحدة وفرنسا الظروف السيئة في المخيمات. بعد أشهر قليلة، سُمِح لليهود بالعودة إلى سلوفاكيا.
أخافت الترحيلات (من أوائل الترحيلات في أوروبا الوسطى) العديد من اليهود السلوفاك، ودفعتهم لمحاولة الهجرة أو تحويل أملاكهم إلى الخارج. في الفترة بين ديسمبر 1938 وفبراير 1939، جرى تحويل أكثر من 2.25 مليون كرونة تشيكوسلوفاكية بصورة غير قانونية إلى الأراضي التشيكية وهولندا والمملكة المتحدة؛ وجرى تحويل مبالغ إضافية بشكل قانوني. استغل موظفو الحكومة السلوفاكية الظروف لشراء ملكيات المهاجرين اليهود الأثرياء بحسومات ضخمة، تمهيدًا ل«أرينة تطوعية». أثّرت الترحيلات على الاستثمارات البريطانية، وزدات من الاعتماد على رأس المال الألماني، وقد كانت بروفة لترحيلات عام 1942.

### الأرينة
استندت الأرينة، الاستيلاء على الملكيات الخاصة باليهود، في سلوفاكيا على المعتقد الذائع (الذي عززته بروباغاندا حزب الشعب) بأن الملكيات اليهودية كانت قد سُرِقت من السلوفاك. بين عامي 1939 و 1942، تلقّى نظام حزب الشعب دعمًا شعبيًا واسعًا بوعده المواطنين السلوفاك أنهم سيصبحون أثرياء بواسطة الملكيات المسروقة من اليهود وأقلياتٍ أخرى. كان هذا مبلغًا ضخمًا من المال؛ عام 1940، سجّل اليهود أكثر من 4،322 مليار كرونة سلوفاكية (ك س) في الممتلكات (38% من الثروة الوطنية). اتخذت الحكومة السلوفاكية خطوات لتضمن أن الإثنية السلوفاكية، وليس الألمانية أو أقليات أخرى، حصلت على الملكيات اليهودية المسروقة. نظرًا لتدخل الحزب الألماني، حصل الألمان على 8،3 % من الملكيات المسروقة.